# Moravskoslezský Kočov
Moravskoslezský Kočov là một làng thuộc huyện Bruntál, vùng Moravskoslezský, Cộng hòa Séc.